# Gustav Hofmeier
Gustav Hofmeier, vollständig Friedrich Gustav Adolph Hofmeier, auch Hofmeyer (* 26. Juli 1826 auf Schloss Heldrungen; † 14. Mai 1893 in Lübeck) war ein deutscher evangelisch-lutherischer Geistlicher und Hauptpastor an St. Jakobi in Lübeck.

## Leben
Gustav Hofmeier war ein Sohn des Oberpredigers und Superintendenten Friedrich Ferdinand Hofmeier (1786–1845). Der Gynäkologe Max Hofmeier war sein Neffe. Er besuchte die Klosterschule Roßleben vom 27. April 1840 bis Ostern 1846 und studierte dann Evangelische Theologie an der Universität Berlin. Nach seinem Ersten Theologischen Examen 1849 war er zunächst, wie damals üblich, als Erzieher in Prenzlau tätig. Darauf wurde er 1850 Diaconus an der Friedenskirche in Potsdam und 1852 Prediger an der städtischen Armen-, Kranken- und Arbeiter-Anstalt in Potsdam. Von 1855 bis 1857 war er Vereinsgeistlicher am älteren Evangelischen Vereinshaus der Inneren Mission in der Oranienstraße.

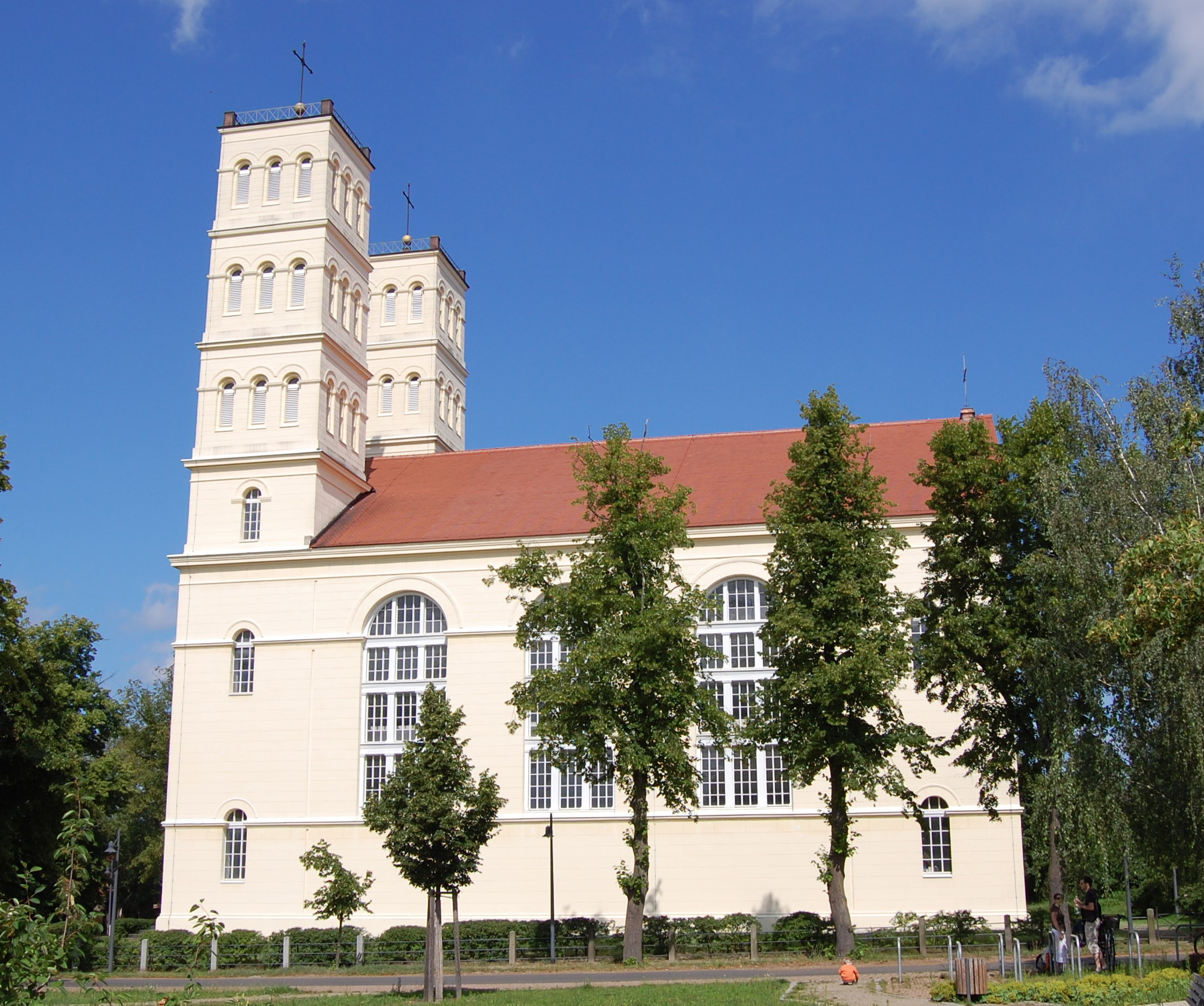
Kirche in Straupitz

1857 wurde er nach Präsentation durch den Kirchenpatron Heinrich von Houwald zum Pfarrer der Kirche in Straupitz berufen. Als strenger Lutheraner widersetzte er sich hier aus konfessionellen Gründen ab 1860 der angeordneten Einführung der neuen Gemeindekirchenordnung. Es kam zu einem Disziplinarverfahren vor dem Preußischen Evangelischen Oberkirchenrat, der 1863 seine Entlassung wegen Verweigerung des Gehorsams anordnete.  Hofmeier verließ Preußen und erhielt eine Berufung als Pastor nach Alt Rehse in Mecklenburg-Schwerin.
1868 wurde er als Nachfolger von Marcus Jochim Carl Klug zum Hauptpastor der Jakobikirche in Lübeck gewählt. Diese Wahl war nicht unumstritten und führte zur Amtsniederlegung und zum Wegzug des nicht berücksichtigten zweiten Pastors Alexander Michelsen. In Lübeck sorgte er für die Neubelebung des Jünglingsvereins, einer Form des CVJM. 1885 gründete er mit seinem Amtsbruder an St. Marien Leopold Friedrich Ranke das Evangelische Vereinshaus in der Fischstraße 17.
In erster Ehe war er seit 1853 mit Franziska von Lepel (1829–1867) verheiratet und damit Schwager von Bernhard von Lepel. Der Geheime Sanitätsrat Johannes Hofmeier (1854–1933) war ein Sohn aus dieser Ehe. Ein weiterer Sohn, Gottfried (* 1860) starb als Theologie-Student in Lübeck.
Sein Sohn aus zweiter Ehe mit Luise, geb. Schulze (1849–1929), Andreas Hofmeier (* 17. Oktober 1872 in Lübeck; † 23. Juli 1963 in Eutin), wurde ein bekannter Kirchenmusiker und Musikpädagoge.

## Schriften
- Die kirchlichen Introiten in kurzen Ansprachen und Betrachtungen, zum Verständniss ihres Zusammenhanges mit den Perikopen und mit der Idee der Sonn- und Festtage. Berlin 1857.
- Meine Entlassung aus dem lutherischen Pfarramte in Straupitz: Ein Beitrag zur Beantwortung der Frage: ob die lutherische Kirche under landesherrlicher Kirchengewalt in Preussen noch zu Recht bestehn soll. Ludwig Rauh, Berlin 1863. (Digitalisat)
- Alles was Odem hat, lobe den Herrn! Eine Sammlung von Liedern für Jung und Alt. Lübeck 1864.
- Laß Mein Volk, daß Mirs diene! Eine alte Geschichte, dem Lande Mecklenburg zur Warnung erzählt. Von einem Knechte Christi [d.i, Friedrich Gustav Adolf Hofmeier], Stiller`sche Hofbuchhandlung, Schwerin/Rostock 1866.
- Die heiligen Sacramente. Predigten gehalten in den Katechismusgottesdiensten zu St. Marien in Lübeck. 2. Abtheilung: das Sacrament des Altars. Ein Beicht- und Kommunionbuch. Müller, Bremen 1880.
- Worte des Abschiedes des Doctor der Theologie Gustav Hofmeier bei seinem Eintritt in den Ruhestand von dem Hauptpastorat an St. Jacobi in Lübeck: 1. Januar 1891. Lübeck 1891.